# Gran Premio de Austria de Motociclismo de 1972
El Gran Premio de Austria de Motociclismo de 1972 fue la tercera prueba de la temporada 1972 del Campeonato Mundial de Motociclismo. El Gran Premio se disputó el 14 de mayo de 1972 en el circuito de Salzburgring.

## Resultados 500cc
Tercera victoria consecutiva del italiano Giacomo Agostini, que domina con mano de hierro esta categoría. Su compatriota Guido Mandracci y el sueco Bosse Granath fueron segundo y tercero respectivamente.
| Pos.    | Piloto              | Equipo    | Tiempo     | Pts. |
| ------- | ------------------- | --------- | ---------- | ---- |
| 1       | Giacomo Agostini    | MV Agusta | 1h 06:24.9 | 15   |
| 2       | Guido Mandracci     | Suzuki    | + 59.1     | 12   |
| 3       | Bosse Granath       | Husqvarna | +1 Vuelta  | 10   |
| 4       | Rob Bron            | Suzuki    | +1 Vuelta  | 8    |
| 5       | Christian Bourgeois | Yamaha    | +1 Vuelta  | 6    |
| 6       | Gianpiero Zubani    | Kawasaki  | +1 Vuelta  | 5    |
| 7       | Silvano Bertarelli  | Kawasaki  | +2 Vueltas | 4    |
| 8       | Bruno Kneubühler    | Yamaha    | +3 Vueltas | 3    |
| 9       | Sergio Baroncini    | Ducati    | +3 Vueltas | 2    |
| 10      | Carlo Marelli       | Paton     | +3 Vueltas | 1    |
| 11      | Giordano Mongardi   | Ducati    | +5 Vueltas |      |
| 12      | John Hugh           | Matchless | +5 Vueltas |      |
| Ret     | Eric Offenstadt     | Kawasaki  | Ret        |      |
| Ret     | André-Luc Appietto  | Kawasaki  | Ret        |      |
| Ret     | Walter Rüngg        | Aermacchi | Ret        |      |
| Ret     | Gérard Chaperon     | Seeley    | Ret        |      |
| Ret     | Roberto Gallina     | Paton     | Ret        |      |
| Ret     | Terry Dennehy       | Honda     | Ret        |      |
| Ret     | Heinz Schmid        | Suzuki    | Ret        |      |
| Ret     | Werner Bergold      | Kawasaki  | Ret        |      |
| Ret     | Godfrey Nash        | Honda     | Ret        |      |
| Ret     | Alois Maxwald       | Rotax     | Ret        |      |
| Ret     | Kurt-Ivan Carlsson  | Yamaha    | Ret        |      |
| Ret     | Karl Auer           | Kawasaki  | Ret        |      |
| Ret     | Bohumil Stasa       | Java      | Ret        |      |
| Ret     | Ken Araoka          | Kawasaki  | Ret        |      |
| Fuente: |                     |           |            |      |

## Resultados 350cc
El italiano Giacomo Agostini estrenaba la nueva MV Agusta de cuatro cilindros que conseguir por fin la victoria esta temporada en 350cc. Ago por fin pudo superar en velocidad a las Yamaha, que hasta entonces habían dominado el panorama.
| Pos. | Piloto               | Moto      | Tiempo      | Pts. |
| ---- | -------------------- | --------- | ----------- | ---- |
| 1    | Giacomo Agostini     | MV Agusta | 50' 7" 200  | 15   |
| 2    | Hideo Kanaya         | Yamaha    | + 8" 420    | 12   |
| 3    | Renzo Pasolini       | Aermacchi | + 8" 840    | 10   |
| 4    | Jarno Saarinen       | Yamaha    | + 21" 900   | 8    |
| 5    | János Drapál         | Yamaha    | +1' 29" 300 | 6    |
| 6    | Teuvo Länsivuori     | Yamaha    | +1 Vuelta   | 5    |
| 7    | Bosse Granath        | Yamaha    | +1 Vuelta   | 4    |
| 8    | Werner Pfirter       | Yamaha    | +1 Vuelta   | 3    |
| 9    | Silvio Grassetti     | MZ        | +2 Vueltas  | 2    |
| 10   | László Szabó         | Yamaha    | +2 Vueltas  | 1    |
| 11   | Bruno Kneubühler     | Yamaha    | +2 Vueltas  |      |
| 12   | Eduardo Celso-Santos | Yamaha    | +2 Vueltas  |      |
| 13   | Frantisek Srna       | Java      | +3 Vueltas  |      |
| 14   | Werner Schmid        | Yamaha    | +3 Vueltas  |      |
| 15   | Michael Schmid       | Yamaha    | +3 Vueltas  |      |

## Resultados 250cc
En la categoría del cuarto de litro, tres vencedores en los tres Grandes Premios que se llevan disputados. En esta ocasión,  Jarno Saarinen seguía dominando como hizo el año pasado, la categoría de 250cc. El finlandés consiguió su segunda victoria consecutiva con más de diez segundos sobre el segundo clasificadoː el japonés Hideo Kanaya.
| Pos. | Piloto             | Moto      | Tiempo     | Pts. |
| ---- | ------------------ | --------- | ---------- | ---- |
| 1    | Börje Jansson      | Derbi     | 45'00"310  | 15   |
| 2    | Jarno Saarinen     | Yamaha    | +18"880    | 12   |
| 3    | John Dodds         | Yamaha    | +25"990    | 10   |
| 4    | Barry Sheene       | Yamaha    | +25"990    | 8    |
| 5    | Chas Mortimer      | Yamaha    | +45"390    | 6    |
| 6    | Werner Pfirter     | Yamaha    | +45"690    | 5    |
| 7    | Teuvo Länsivuori   | Yamaha    | +49"390    | 4    |
| 8    | Karl Auer          | Yamaha    | +1 Vuelta  | 3    |
| 9    | János Drapál       | Yamaha    | +1 Vuelta  | 2    |
| 10   | Heinz Schmid       | Yamaha    | +1 Vuelta  | 1    |
| 11   | Bohumil Stasa      | Java      | +1 Vuelta  |      |
| 12   | Helmut Helten      | Gonda     | +1 Vuelta  |      |
| 13   | André-Luc Appietto | Yamaha    | +1 Vuelta  |      |
| 14   | Muhlfried Minich   | Yamaha    | +2 Vueltas |      |
| 15   | Frantisek Srna     | Java      | +3 Vueltas |      |
| 16   | Zbyněk Havrda      | Java      | +4 Vueltas |      |
| Ret  | Hideo Kanaya       | Yamaha    | Ret        |      |
| Ret  | Dieter Braun       | Maico     | Ret        |      |
| Ret  | Rodney Gould       | Yamaha    | Ret        |      |
| Ret  | Renzo Pasolini     | Aermacchi | Ret        |      |
| Ret  | Silvio Grassetti   | MZ        | Ret        |      |

## Resultados 125cc
La carrera del octavo de litro, primera victoria de la temporada del español Ángel Nieto, que luchó desaforadamente con cinco aspirantes. Al final, fue remontando posiciones hasta batir a Gilberto Parlotti por menos de 50 centésimas. Los suecos Kent Andersson y Börje Jansson, tercero y cuarto, llegaron a menos de dos segundos de Nieto.
| Pos. | Piloto             | Moto       | Tiempo      | Pts. |
| ---- | ------------------ | ---------- | ----------- | ---- |
| 1    | Ángel Nieto        | Derbi      | 39' 51" 410 | 15   |
| 2    | Gilberto Parlotti  | Morbidelli | + 0" 470    | 12   |
| 3    | Kent Andersson     | Yamaha     | + 1" 030    | 10   |
| 4    | Börje Jansson      | Maico      | + 1" 390    | 8    |
| 5    | Silvano Bertarelli | Suzuki     | + 33" 950   | 6    |
| 6    | Eugenio Lazzarini  | Maico      | + 1' 1" 960 | 5    |
| 7    | Dieter Braun       | Maico      | +1 Vuelta   | 4    |
| 8    | László Szabó       | MZ         | +1 Vuelta   | 3    |
| 9    | Thomas Heuschkel   | MZ         | +1 Vuelta   | 2    |
| 10   | Bernd Köhler       | MZ         | +1 Vuelta   | 1    |
| 11   | Rolf Minhoff       | Maico      | +1 Vuelta   |      |
| 12   | Jos Schurgers      | Bridgstone | +1 Vuelta   |      |
| 13   | Luigi Rinaudo      | Aermacchi  | +2 Vueltas  |      |
| 14   | Rudolf Weiss       | Maico      | +2 Vueltas  |      |
| 15   | Walter Rüngg       | Yamaha     | +2 Vueltas  |      |
| 16   | Matti Salonen      | Yamaha     | +3 Vueltas  |      |
| Ret  | Harald Bartol      | Suzuki     | Ret         |      |
| Ret  | Chas Mortimer      | Yamaha     | Ret         |      |